# Litli-Meitill
Litli-Meitill är ett berg i republiken Island. Det ligger i regionen Suðurland, 28 km sydost om huvudstaden Reykjavík. Toppen på Litli-Meitill är 465 meter över havet.
Trakten runt Litli-Meitill är nära nog obefolkad, med mindre än två invånare per kvadratkilometer. Närmaste större samhälle är Hveragerði, omkring 13 kilometer öster om Litli-Meitill. Trakten runt Litli-Meitill består i huvudsak av gräsmarker.